# 克拉姆雷
克拉姆雷（法語：Clamerey，法語發音：[klamʁɛ]）是法国科多尔省的一个市镇，位于该省西部，属于蒙巴尔区。

## 地理
克拉姆雷（47°23'12"N, 4°25'36"E）面积12.08 平方千米，位于法国勃艮第-弗朗什-孔泰大區科多尔省，该省份为法国中东部省份，北起奥布省，西接涅夫勒省和约讷省，南至索恩-卢瓦尔省，东南接汝拉省，东临上索恩省，东北部与上马恩省接壤。
与克拉姆雷接壤的市镇（或旧市镇、城区）包括：欧苏瓦地区圣科隆布、圣蒂博、沃洛尼、布罗、丰唐日、马尔西尼苏蒂勒、楠苏蒂勒、努瓦当、诺尔米耶。

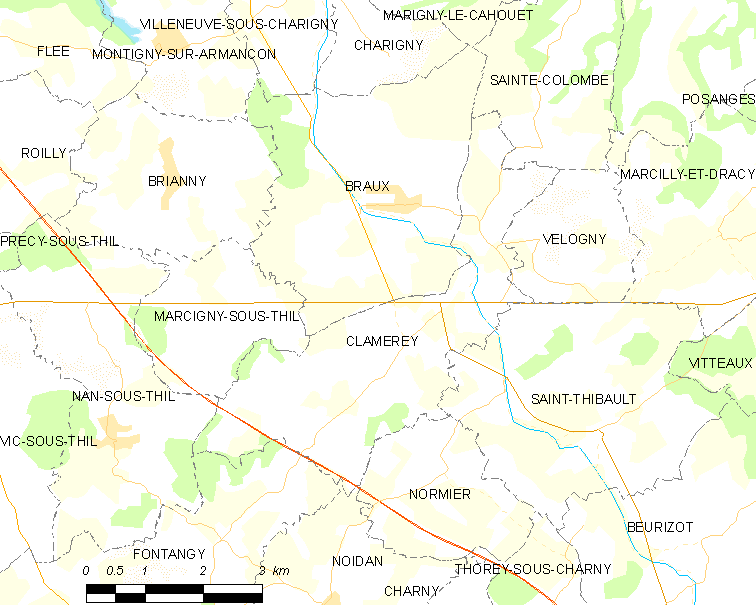
克拉姆雷的OSM定位图

克拉姆雷的时区为UTC+01:00、UTC+02:00（夏令时）。

## 行政
克拉姆雷的邮政编码为21390，INSEE市镇编码为21177。

## 政治
克拉姆雷所属的省级选区为欧苏瓦地区瑟米尔县。

## 人口

1962-2008年间克拉姆雷人口变化图示

克拉姆雷于2022年1月1日时的人口数量为181人。